# إبراهام هوبكينز ديفيس
إبراهام هوبكينز ديفيس (بالإنجليزية: Abraham Hopkins Davis)‏ هو  أسترالي، ولد في 1796، وتوفي في 4 يونيو 1866.